# Борислав
Борисла́в — місто на заході України, у Дрогобицькому районі Львівської області. Адміністративний центр Бориславської міської громади. Розташоване на півдні центральної частини Дрогобицького району, на річці Тисмениця. На сході межує з містом Трускавець, на півночі — містом Дрогобич, на півдні з селом Опака та на заході — з селом Попелі.
Борислав — історичне населене місце із збереженим історичним ареалом та традиційним характером даного середовища. Єдине місто в світі яке розміщене на промисловому нафтогазовому та озокеритному родовищі з численними джерелами мінеральних і лікувальних вод.

## Географія

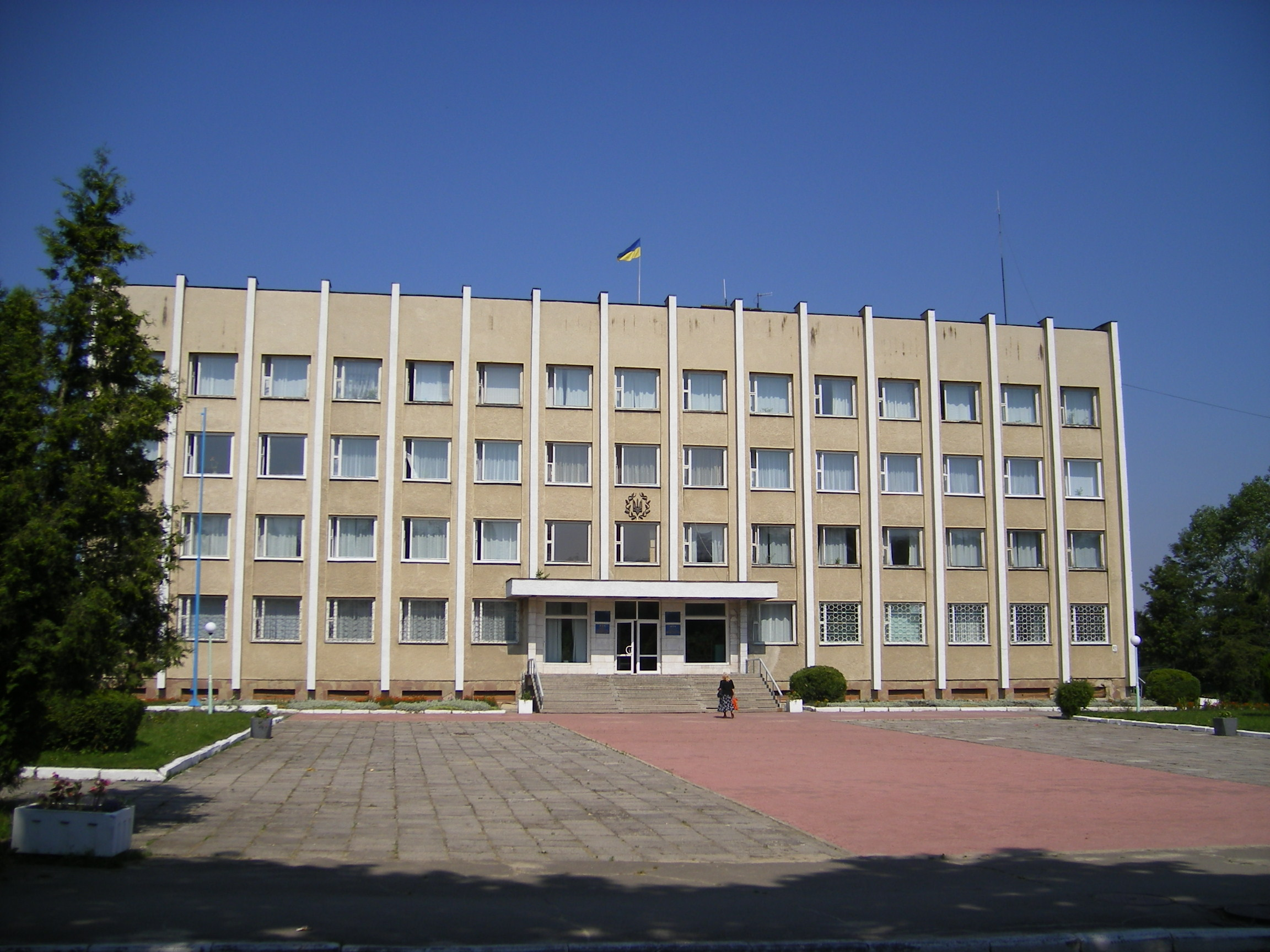
Будівля міської адміністрації

6-поверхова будівля міської пошти, тривалий час була найвищою у місті

Територія міста становить 37,0 км² (у межах житлової забудови 30,7 км²). Друге місто за площею після Львова в області. Часто плутають з площею Бориславської міської ради (існувала до липня 2020 року), до якої входила територія селища Східниця (7,35 км²).

### Розташування та рельєф
Місто розміщене у передгір'ї і на північно-східних схилах Українських Карпат (Східні Бескиди) та у міжгірних улоговинах на річці Тисмениця. Борислав — це єдине місто у світі, яке виросло на промисловому нафто-озокеритному та газовому родовищі. Перепад висот у місті дуже значний: від 308 до 641 метрів над рівнем моря. Найвища точка міста — г. Городище (641,8 м).
Через Борислав протікають притоки Тисмениці — потоки Раточинка, Крушельниця, Безіменний, Ропний, Понерлянка, Лошань та інші, які під час повеней сильно розливаються, завдаючи значних збитків місту.
Поблизу Борислава розміщений Національний парк «Сколівські Бескиди». Функціонують Бориславське і Східницьке лісництва. Навколо міста переважають буково-ялицеві ліси.
На території міста розміщені два об'єкти природно-заповідного фонду Львівської області занесені до списку згідно Рішення Львівського облвиконкому від 9 жовтня 1984 р. за № 495:
- № 98 — Бориславський розріз палеогену — стратиграфічна (геологічна) пам'ятка площею 2 га, від будинку № 70 до № 222 на вул. Тараса Шевченка, у центрі міста. Це відслонення осадочних товщ (флішу) ямненських, еоценових, менілітових, полянецьких (бл. 65–23 млн р.) та воротищенських (23–3,5 млн р.) відкладів. На цій же пам'ятці, на р. Тисмениці поблизу житлового будинку на вул. Тараса Шевченка, 190 знаходиться водоспад «Бориславський» висотою понад 2 метри та декілька менших водоспадів (водограїв);
- № 172 — Найпродуктивніша нафтова свердловина № 298 — всесвітньо відома нафтогазова свердловина «Ойл Сіті» («Oil City») що існувала у 1907—1952 рр., позаду території сучасного житлового будинку на вул. Богдана Хмельницького, 25. Площа пам'ятки 0,03 га.

### Клімат
Клімат Борислава належить до помірно-континентального. На утворення погоди має вплив морське повітря, створюючи взимку потепління і сильну хмарність та сніжність, а влітку прохолоду і дощ. Натомість, континентальне повітря приносить спеку влітку і морози взимку. Меншу роль відіграють тропічні та арктичні повітряні маси.
Середньорічна температура +7,6 °C робить клімат Борислава схожим до клімату кавказьких курортів, зокрема до Кисловодська +7,7 °C. Найгарячіші місяці у Бориславі — липень і серпень з середньомісячною температурою близько +18 — +22 °C. Найхолоднішим вважається січень −4,1 °C. Навесні переважно тепло. Середня температура за три весняні місяці коливається в районі +14 °C. Середня температура восени становить — близько +12 °C.
Середньорічні суми опадів для Борислава не виходять за межі 759—820 мм. Найбільша кількість опадів у Бориславі припадає на кінець весни і літо (особливо червень і липень), а найменша — взимку.
Для Борислава характерна висока вологість повітря (взимку — 71-81 %, влітку — 83 %) і понижений атмосферний тиск, який коливається протягом року в рамках 725—742 мм рт. ст. Висока вологість особливо відчутна зранку і ввечері, вдень вона наближається до оптимальної. А тому, незважаючи на високу температуру повітря, зранку і ввечері відносно прохолодно. Періоди з найвищим рівнем відносної вологості — серпень-жовтень, з найнижчим — квітень-травень. Кількість туманних днів не перевищує 20-25 на рік. Приблизно стільки ж днів з грозами. Середня кількість хмарних днів у році — 99, ясних та сонячних — близько 98. Найбільша хмарність спостерігається у листопаді, найменша — у липні-вересні.

### Екологія

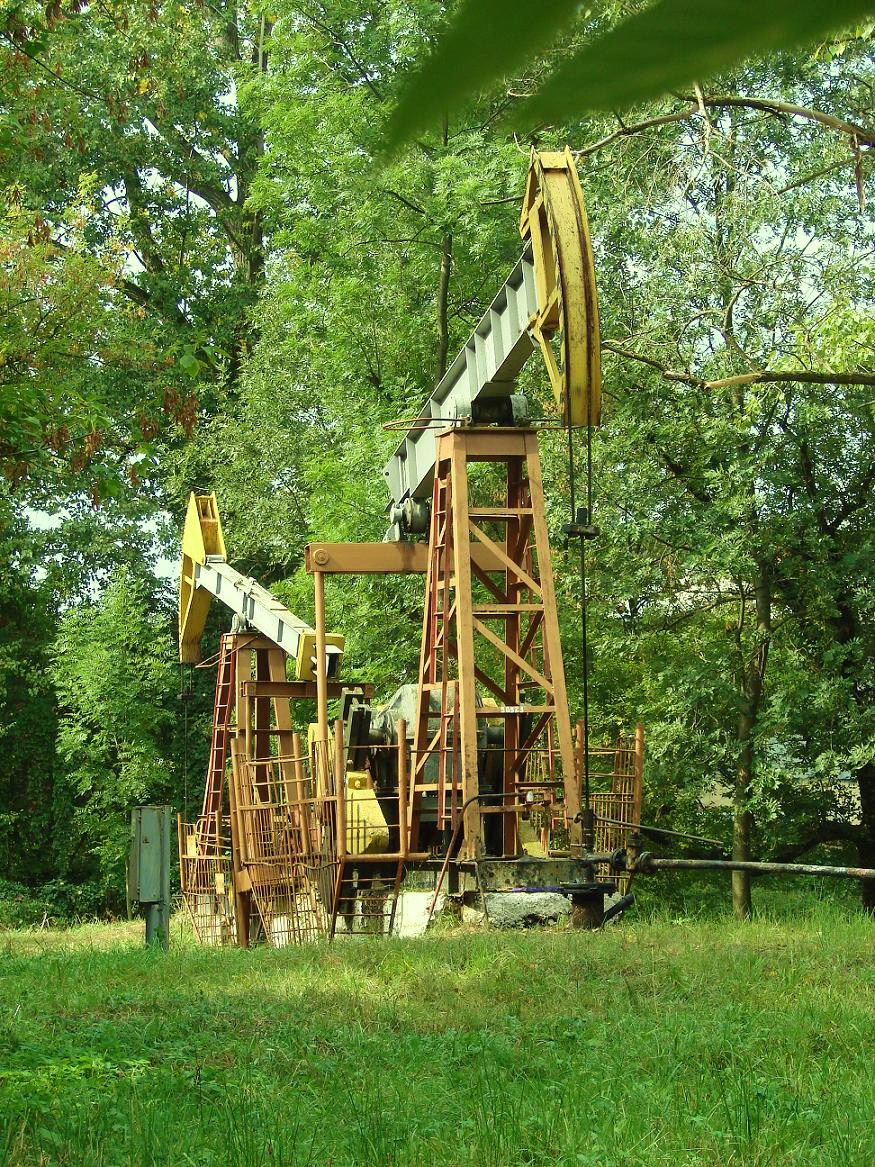
Нафтовидобувні качалки у Бориславському міському парку

Станом на 2004 рік Борислав входив до числа шести найзеленіших міст України. Площа зелених насаджень на одного мешканця міста тут становила 69,8 м² (за міжнародними нормами, цей показник має бути не меншим за 20 кв. м).
У той самий час місто потерпає від забруднення навколишнього середовища нафтою та продуктами її переробки. Нафта потрапила не тільки до повітря, а й концентрується в колодязях, ярах, підземних водах. Вода стала не тільки отруйною, але і пожежнонебезпечною. Також високий рівень загазованості приземного шару атмосфери — тобто наявність у повітрі виробничих зон та місць проживання людей значних концентрацій газоподібних вуглеводнів природного походження (метану, етану, пропану, бутану та інших вуглеводнів метанового ряду) є однією з сучасних екологічних проблем Борислава.
9 жовтня 1984 року, з метою збереження, відновлення і відтворення цінних букових і ялицевих лісів природного походження, на околицях Борислава було створено Ландшафтний заказник місцевого значення «Бориславський» площею 2048,8 га.

### Надра
З геологічної точки зору місто Борислав розміщене на площах Бориславо-Покутського покриву.
Поблизу Борислава знаходяться родовища нафти, газу, озокериту, менілітових сланців, піску, гіпсу, солі. Існують також і 10 джерел мінеральних вод типу «Нафтуся».

## Населення

### Чисельність
Кількість зареєстрованого населення міста, станом на початок 2025 року, налічувала 34 735 осіб.
Динаміка чисельності населення

### Національний склад
- 1880 — 15 500: 62 % євреї, 28 % українці, 10 % поляки[8]
- 1931 — 41 000: 48 % поляки, 28 % євреї, 23 % українці[8]
- 2001 — 38 122: 96,1 % українці, 2,6 % росіяни, 0,8 % поляки[9].

Розподіл населення за національністю за даними перепису 2001 року:
| Національність  | Відсоток |
| --------------- | -------- |
| українці        | 96.14%   |
| росіяни         | 2.42%    |
| поляки          | 0.72%    |
| білоруси        | 0.23%    |
| цигани          | 0.20%    |
| інші/не вказали | 0.29%    |

### Мова
Розподіл населення за рідною мовою за даними перепису 2001 року:
| Мова            | Кількість | Відсоток |
| --------------- | --------- | -------- |
| українська      | 37459     | 97.28%   |
| російська       | 779       | 2.03%    |
| польська        | 104       | 0.27%    |
| білоруська      | 32        | 0.08%    |
| ромська         | 12        | 0.03%    |
| інші/не вказали | 56        | 0.31%    |
| Усього          | 38442     | 100%     |

## Історія

### Загальний опис

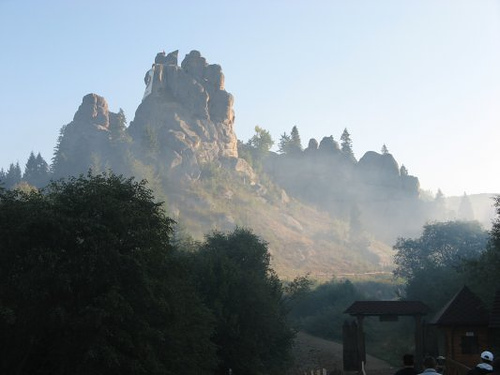
Тустань

Поряд з Бориславом у I тисячолітті до н. е. на скельній групі Камінь поблизу села Урич функціонувало язичницьке святилище. Вчені виявили 270 петрогліфів. У IX-XIII століттях на цих скелях існував могутній дитинець Тустань.
Сучасний Борислав знаходиться на території старовинних поселень — Борислава, Бані Котівської, Губич, Мразниці, Тустанович (назва від Тустані), які від другої половини XIX століття швидко розбудовувалися і на початку XX століття злилися в одне місто.
Перша писемна згадка про Борислав — у грамоті польської королеви Ядвіґи від 19 березня 1387 року.
Згідно з ревізією 1692 року селом володіли 6 шляхтичів. Тоді у Бориславі було 37 кметів, 3 млини і 2 корчми. Кількість осілих дворів була 48.
За першим поділом Польщі (1772) Борислав у складі Східної Галичини потрапив під владу Габсбургів, спочатку це була Австрійська імперія, а пізніше Австро-Угорська імперія.
Від середини XIX століття Борислав став відомим промисловим центром видобутку та переробки нафти, озокериту і газу.
Бориславське родовище озокериту (відкрите 1853 року львівським промисловцем Робертом Домсом) — одне з найбільших у світі за запасами та рівнем видобутку. У другій половині XIX ст. бориславський озокерит використано для ізоляції першого трансатлантичного телеграфного кабелю між Європою і США. З 1861 року видобуток нафти здійснювався за допомогою свердловин. Промислова розробка бориславського нафтового родовища розпочалася у 60-х роках XIX століття і досягла апогею 1909 року (становила 5 % світового видобутку нафти).
31 грудня 1872 року в Бориславі введено в експлуатацію залізницю.
Надто неочікувано та бурхливо розпочинається ХХ століття. У січні та червні 1901 року в місті страйкували робітники озокеритових шахт. Вимогами страйкарів було підвищення зарплатні, 8-ми годинний робочий день, повне соціальне забезпечення робітників (включаючи отримання житла). Під час червневого страйку між робітниками та поліцією сталася сутичка, у результаті якої декілька робітників було заарештовано.
Перший загальний робітничий страйк у Бориславі відбувся у липні-серпні 1904 року. Страйкарями була створена робітнича міліція, функцією якої була охорона страйкарів від дій штрейкбрехерів. Між страйкарями та поліцією відбулися сутички, але поліційних сил явно не вистачало, тоді для придушення страйку до міста були надіслані додаткові поліцейські загони та військові підрозділи австрійської армії, чисельністю більше п'яти тисяч осіб. На початку серпня 1904 року страйк було придушено.
На відміну від більшості міст та містечок Галичини, де владу Західноукраїнської Народної Республіки було встановлено 1 (рідше — 2, 3) листопада 1918 року, поляки утримували владу в місті до 10 листопада. На жаль, не вдалось уникнути при цьому кровопролиття.
Після закінчення воєн, які тривали від 1914 по 1921 рік, Галичина знов опинилася під польською владою.
Так, 6 листопада 1923 року відбувся один з найбільших виступів бориславських робітників. Багатотисячний мітинг робітників зібрався біля приміщення профспілок, де вони вимагали кращого фінансового та соціального забезпечення працівникам. Туди прибули також військові та поліційні загони. Сталася сутичка, яка закінчилася стріляниною, внаслідок якої двоє загиблих та кількадесят поранених. Жорстока розправа польської армії та поліції над беззбройними людьми обурило весь Борислав. Того ж дня усі робітники міста та сусідньої Східниці припинили свою роботу. У 1963 році цю подію було увічнено меморіальною таблицею, яку було встановлено на фасаді Палацу культури нафтовиків.
Постановою Ради Міністрів Польщі від 20 травня 1930 р. до міста Борислава були приєднані навколишні поселення: містечко Тустановичі та села Баня Котівська, Губичі та Мразниця, що утворили сучасний Борислав, а 26 липня 1933 року — міністром затверджені нові міські права.
На початку вересня 1939 р. Борислав був зайнятий німцями, які 24 вересня передали місто радянським військам.
До 21 травня 1959 р. Борислав був містом обласного підпорядкування Дрогобицької області (приєднаної цього дня до Львівської області), а з 30.12.1962 був містом обласного підпорядкування Львівської області.

### Історія євреїв
Робочими, зайнятими на нафтових промислах, були майже самі тільки євреї[джерело?], і єврейське населення Борислава швидко зростало. У 1890 році у Бориславі проживало 9047 євреїв. Наприкінці XIX століття підприємства почали закриватися, і деякі євреї залишали Борислав. У 1908 році у Бориславі було 5950 євреїв. У 1939 році в місті було близько тринадцяти тисяч євреїв.
У вересні 1939 року за пактом Молотова — Ріббентропа Борислав був зайнятий радянськими військами. Усі єврейські партії, політичні та громадські організації були заборонені.(ісп.)
1 липня 1941 року Борислав був зайнятий німецькими військами. Більша частина єврейського населення Борислава не встигла евакуюватися, тож згодом німцями було утворено гетто. У 1941 р. німецькими окупантами було розстріляно близько 1000 євреїв. 6 серпня 1942 р. кілька тисяч євреїв були вивезені до табору смерті Белжець. У 1943 році гетто ліквідували і було розстріляно близько 700 євреїв. Із близько 1500 осіб було сформовано трудовий табір нафтопереробного заводу. У гетто Борислава та трудовому таборі діяла підпільна група на чолі з інженером М. Марепольцем. Група змогла знищити на нафтопереробному заводі велику кількість сировини і готової продукції. У квітні 1944 року трудовий табір було ліквідовано. У червні-липні 1944 року останні євреї, що залишилися в Бориславі, були вивезені до концтаборів Плашув і Аушвіц у Польщі.
У 1942–1943 р. у лісах під Бориславом діяв єврейський партизанський загін Армії Людової під командуванням Д. Ерльбаума. Загін складався з євреїв, що втекли з гетто.
У 1944 р. близько двохсот євреїв повернулося до Борислава, але до 1946 р. більшість євреїв покинули місто. У 1970 р. в Бориславі налічувалося близько трьох тисяч євреїв. Відповідно до Всеукраїнського перепису 2001 р. євреї в Бориславі не проживають.

## Економіка

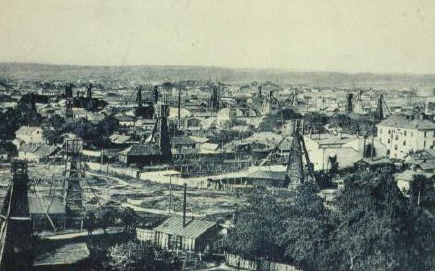
Панорама Борислава. Нафтові вежі (поштівка 1920-х років)

Провідна галузь промисловості міста — нафтогазовидобувна. Бориславське промислове родовище озокериту (відкрите у 1853 році) одне з найбільших у світі за запасами та рівнем видобутку. В другій половині XIX ст. бориславський озокерит використали для ізоляції першого трансатлантичного телеграфного кабелю між Європою і США. З 1861 році видобуток нафти відбувався за допомогою свердловин. Промислова розробка нафтового родовища розпочалась у 60-х роках XIX ст. і досягла апогею у 1909, що становило на той час 5 % світового видобутку нафти та перше місце із видобутку озокериту.
У 1873 році у Бориславі було 12000 ям-криниць (так звані «дучки»), з яких видобутком нафти і озокериту займалися 75 великих та 779 малих підприємств, де працювало 10500 робітників.
Перспективи розвитку Бориславського родовища пов'язані з пошуками нафти на глибині понад 3000 м, впровадженням нових методів збільшення нафтовіддачі порід.
Сьогодні нафта, яка добувається в Бориславі, надходить на Дрогобицький нафтопереробний завод, а нафтовий газ — на Бориславський газопереробний завод.
31 грудня 1872 у Бориславі було введено в експлуатацію залізницю.

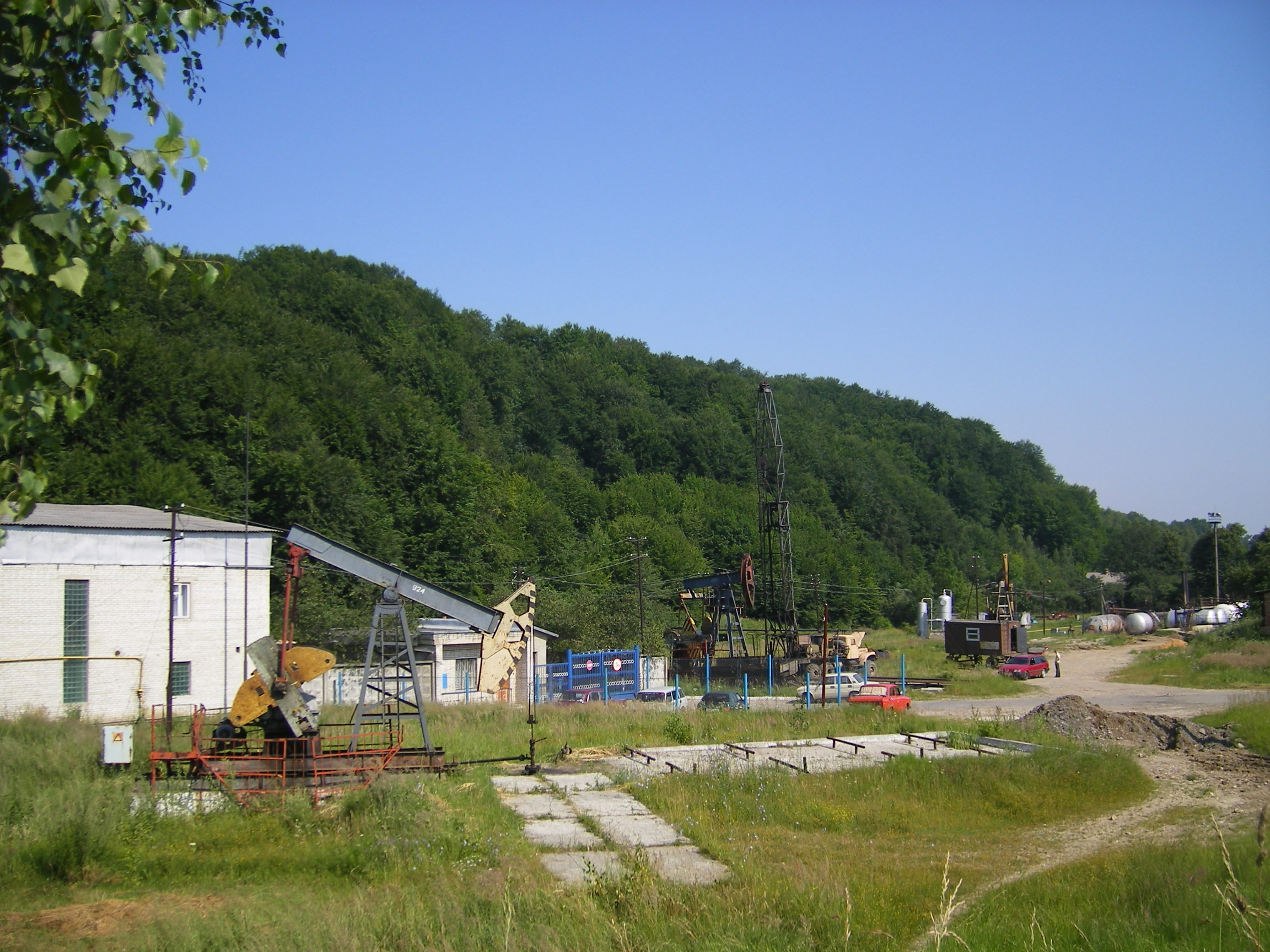
Сучасне нафтове виробництво

Інші галузі представлені 19 промисловими підприємствами та підприємствами малого бізнесу. Серед них експериментальний ливарно-механічний (обладнання для нафтогазової промисловості, бітумогумової мастики) завод, радіоелектронної медичної апаратури, Бориславський завод РЕМА, Інтер-Синтез, Етол-Україна та інші; фабрики: взуттєва, швейна, МПП «Галич». Автотранспортні підприємства міста: автоколона «Львівавтотранс», ПП «Транспортник», «Карсан».
Створюється індустріальний парк ІнПарк Борислав.
Про розвиток промисловості у Бориславі розповідали письменники: Іван Франко — збірка «Борислав» (1877), прозові твори, повісті: «Boa constrictor» (1878), соціальний роман «Борислав сміється» (1881), до важливіших творів Івана Франка з фольклору належить «Дещо про Борислав» (1882). Численні нариси та оповідання написав Стефан Ковалів.

## Транспорт
Через Борислав проходять шосейні шляхи Дрогобич-Східниця, Трускавець-Самбір (Р131). З обласним центром Львовом сполучення здійснюється через шосейні дороги А270, Р131, Р132, Е471, М06, М17. Від Борислава до Дрогобича прокладена залізниця, котра, в основному, діє як вантажна.
Залізничне сполучення між Дрогобичем та Бориславом існувало з часів Австро-Угорщини до 50-х років XX століття. У 1994 році було відновлено рух приміського потяга цим маршрутом. Двічі на добу між містами курсував потяг з двох вагонів. 9 грудня 2003 року Львівська залізниця з економічних причини скасувала рух поїзда між Дрогобичем та Бориславом.
Борислав має регулярне автобусне автобусне сполучення з Стебником (інтервал 9 хвилин), Дрогобичем (інтервал 30 хвилин) та Східницею (інтервал 1 година). У приміському сполученні також є автобуси до таких населених пунктів: Трускавець, Свидник, Залокоть, Підбуж, Майдан, Кропивник, Сопіт, Зубриця, Довге. Міжміське сполучення здійснюється автобусами до Львова, Самбора, Трускавця, Турки, Стрілок і Орова.

## Релігія

### Греко-католицька церква
- Церква Успіння Пресвятої Богородиці (УГКЦ), вул. Степана Бандери
- Церква святої Анни (УГКЦ), вул. Володимира Великого, 45а
- Церква Різдва Пресвятої Богородиці УГКЦ, вул. Куліша
- Церква Вознесіння Господнього УГКЦ, вул. Церковна, 15
- Церква Преображення Господнього УГКЦ (Тустановичі)

### Католицька церква
- Костел Святої Варвари, вул. Володимира Великого

### Православна церква
- Церква Покрови Пресвятої Богородиці (ПЦУ), вул. Степана Бандери, 45а
- Церква Усічення голови Івана Хрестителя (ПЦУ), вул. Шевченка, 127
- Церква Святої Праведної Анни (ПЦУ), вул. Володимира Великого, 94
- Церква Пресвятої Трійці (ПЦУ), вул. Стефана Коваліва, 5

### Протестантизм

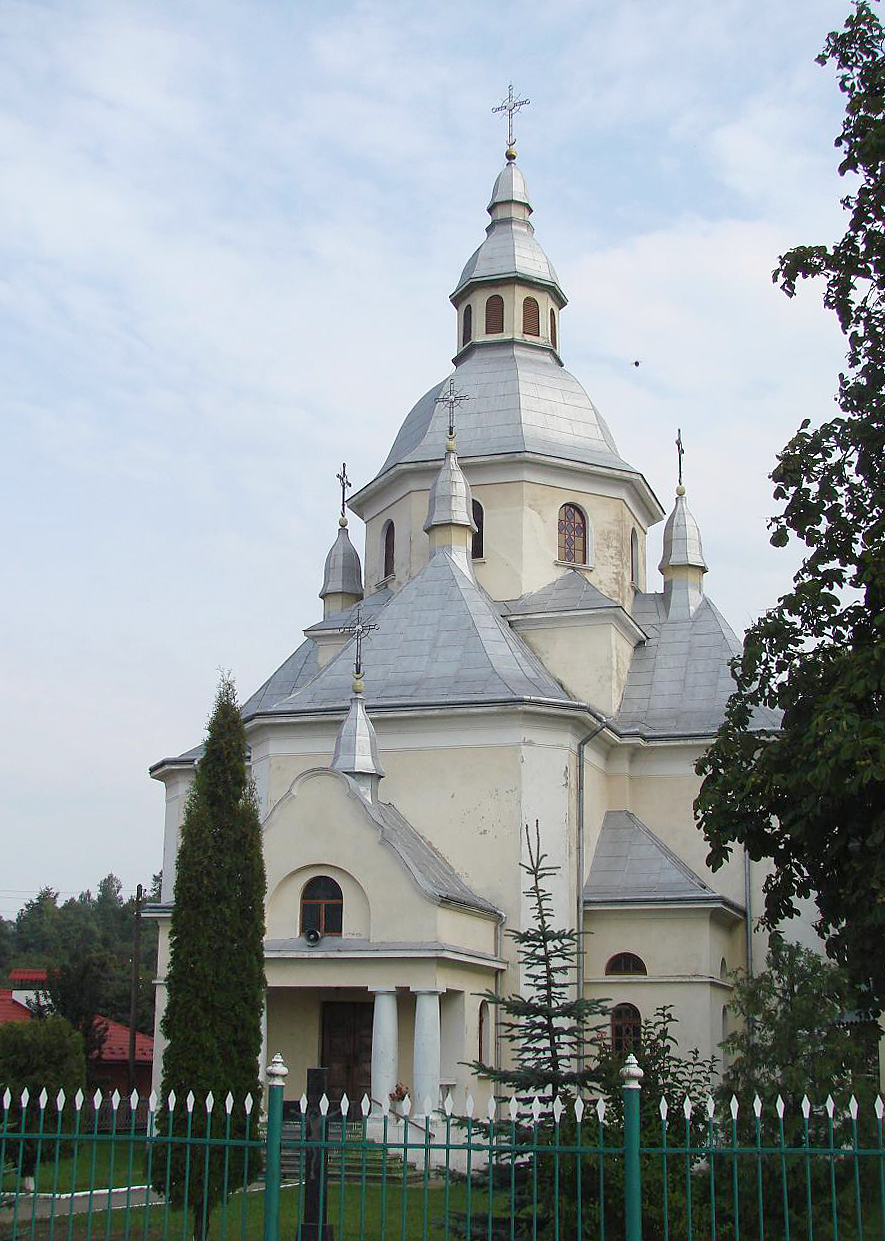
Перша Бориславська Баптистська Церква, вул. Івана Богуна, 32   - Церква Успіння Пресвятої Богородиці
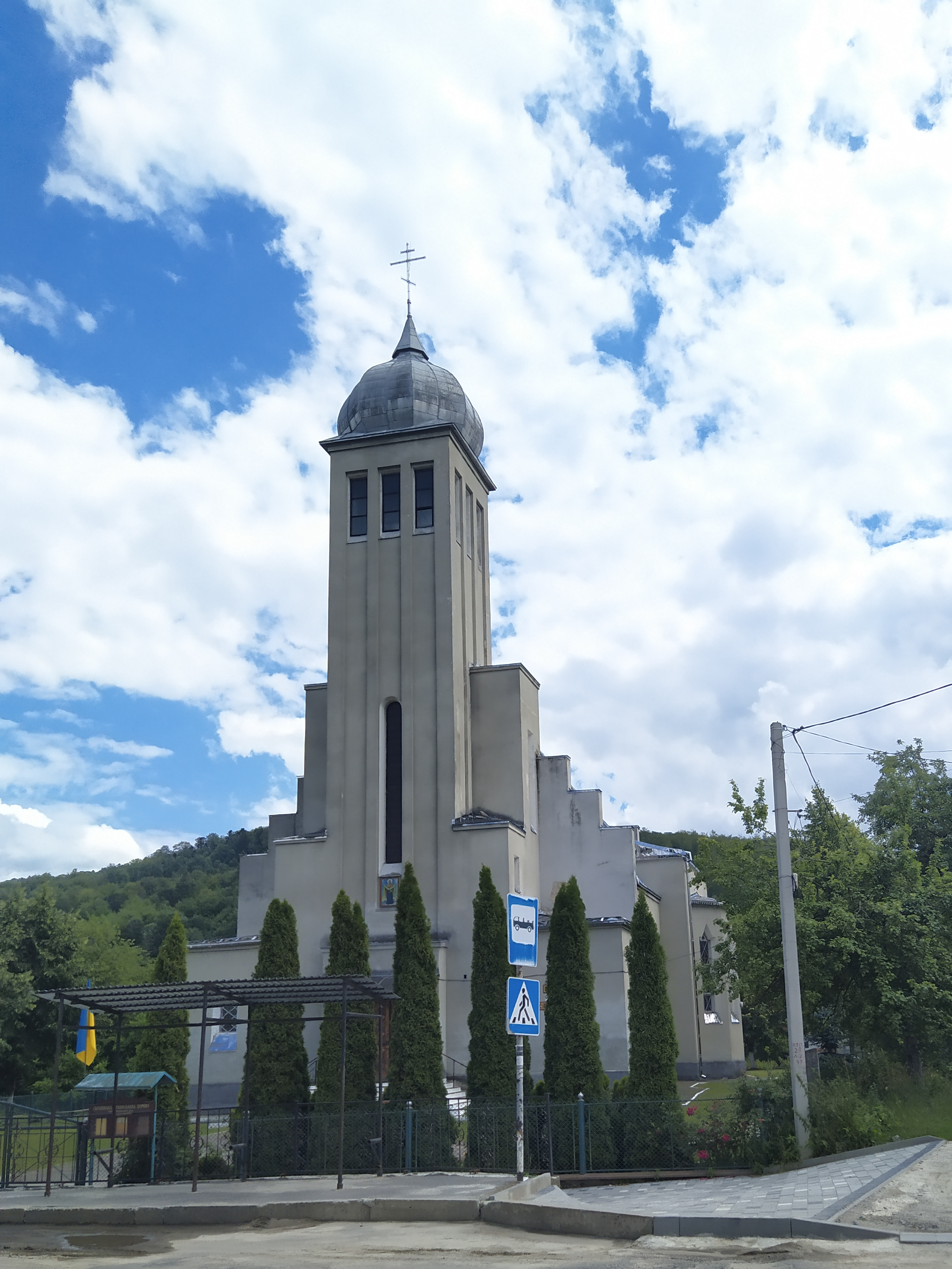
Церква Покрови Пресвятої Богородиці
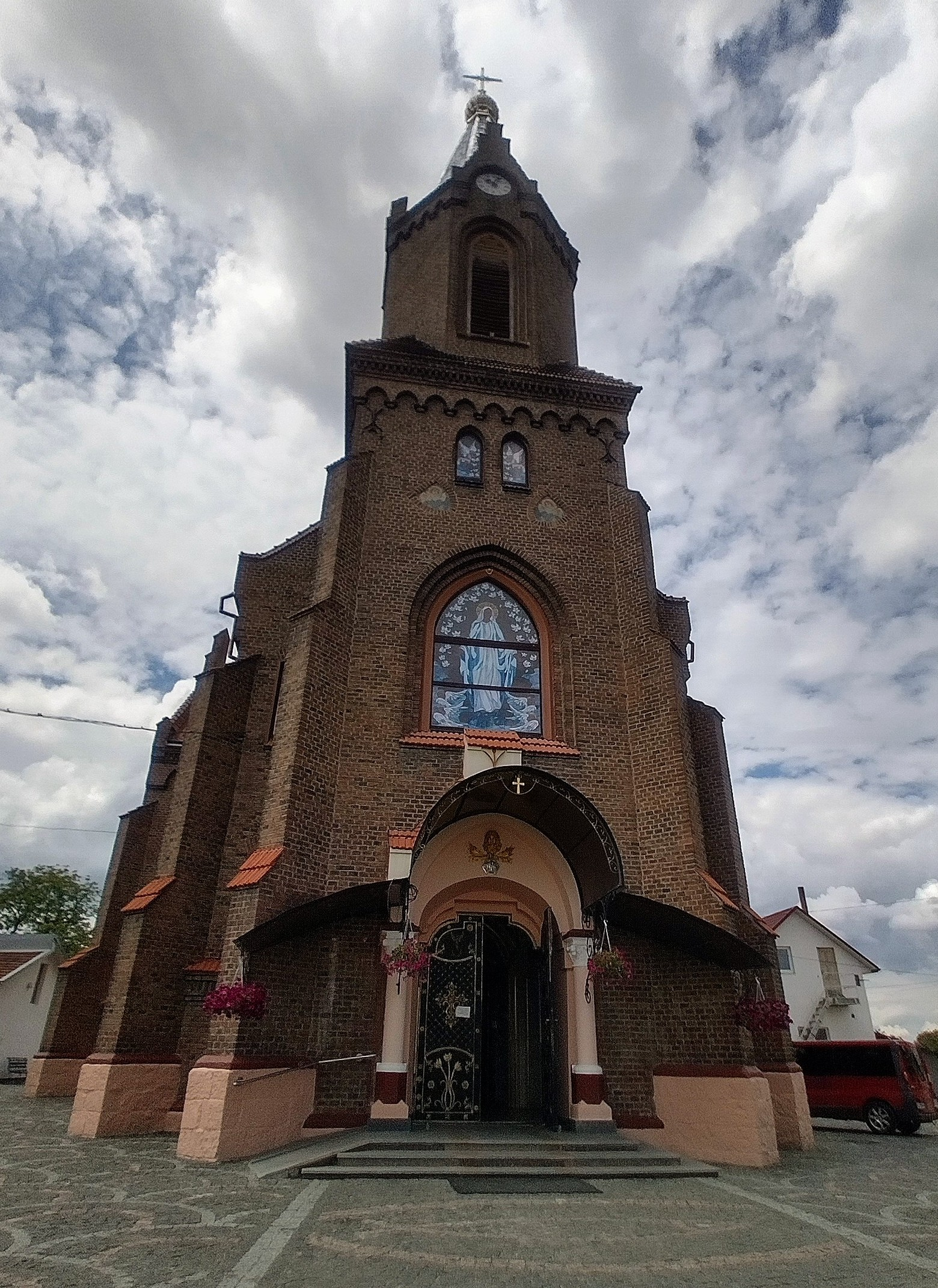
Церква Святої Анни
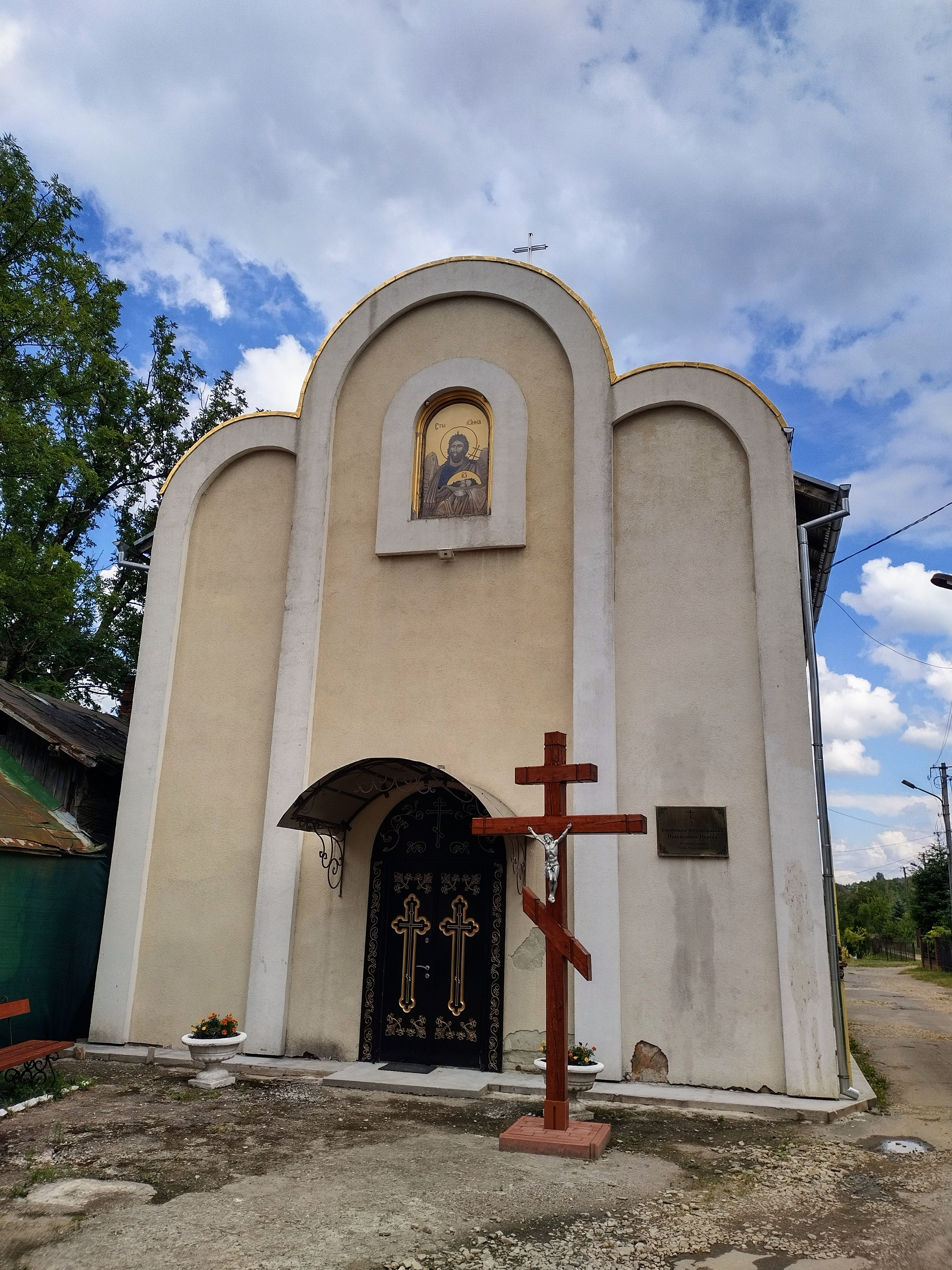
Церква Усічення голови Івана Хрестителя
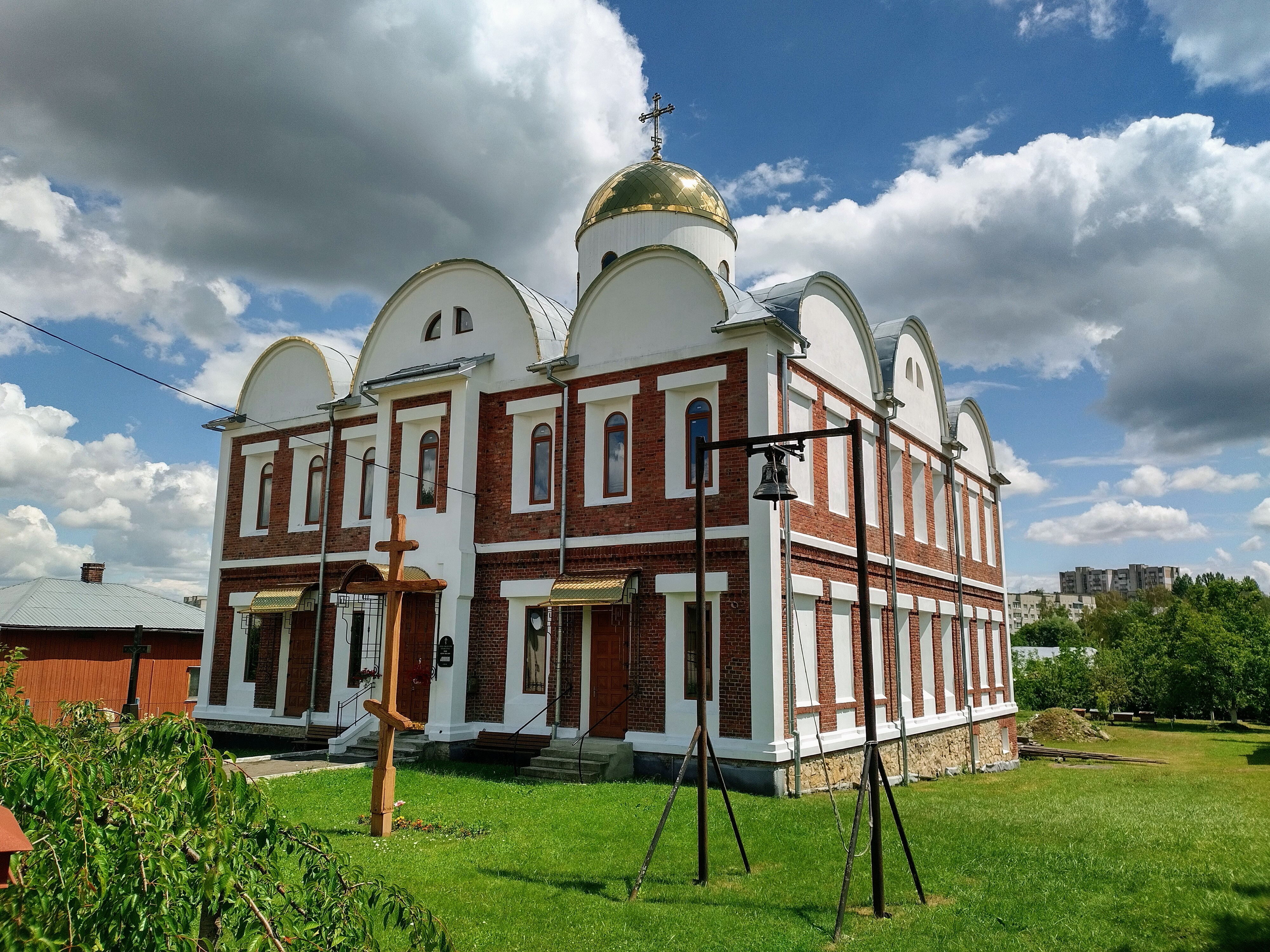
Церква Святої Праведної Анни
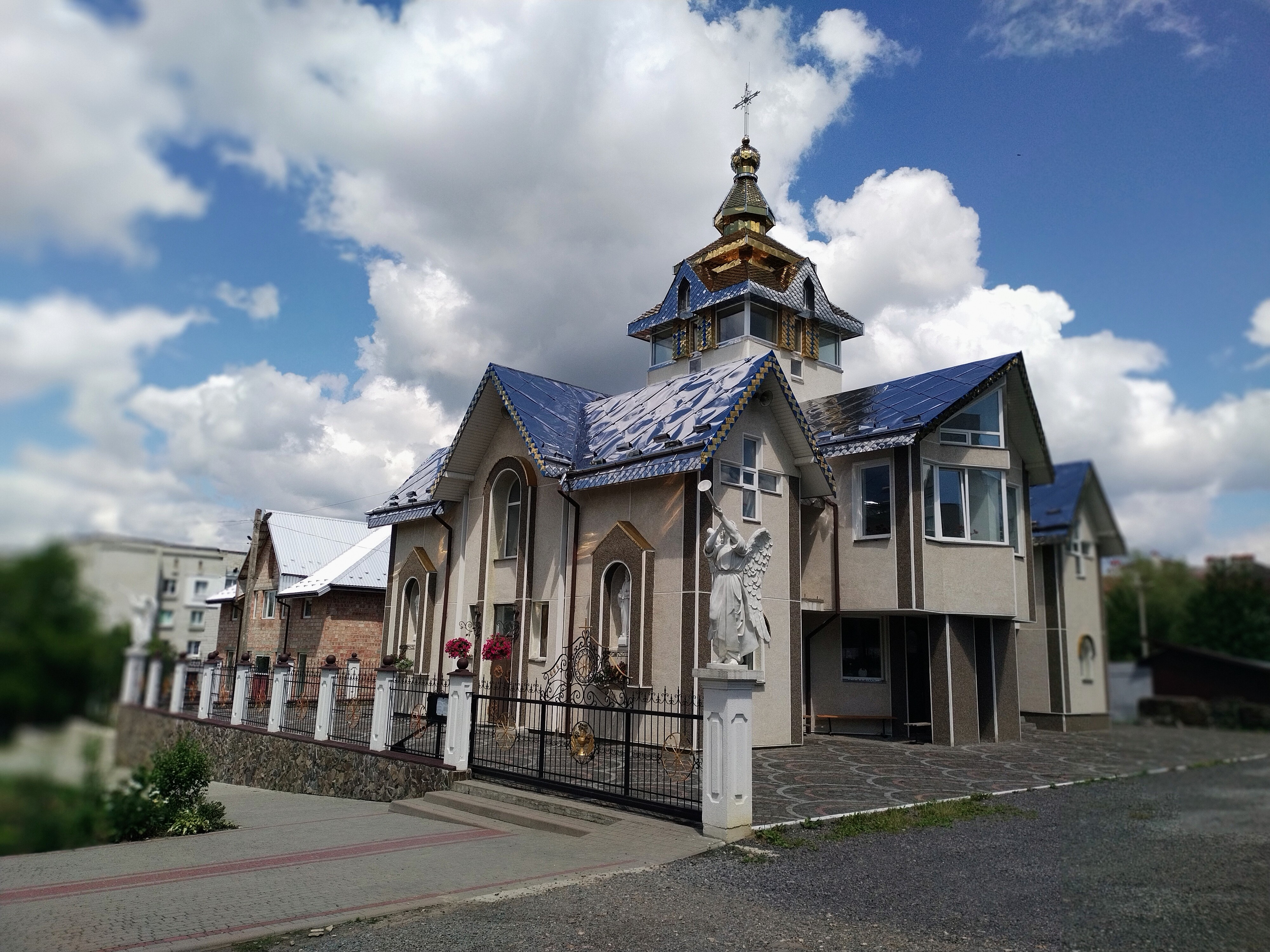
Церква Пресвятої Трійці
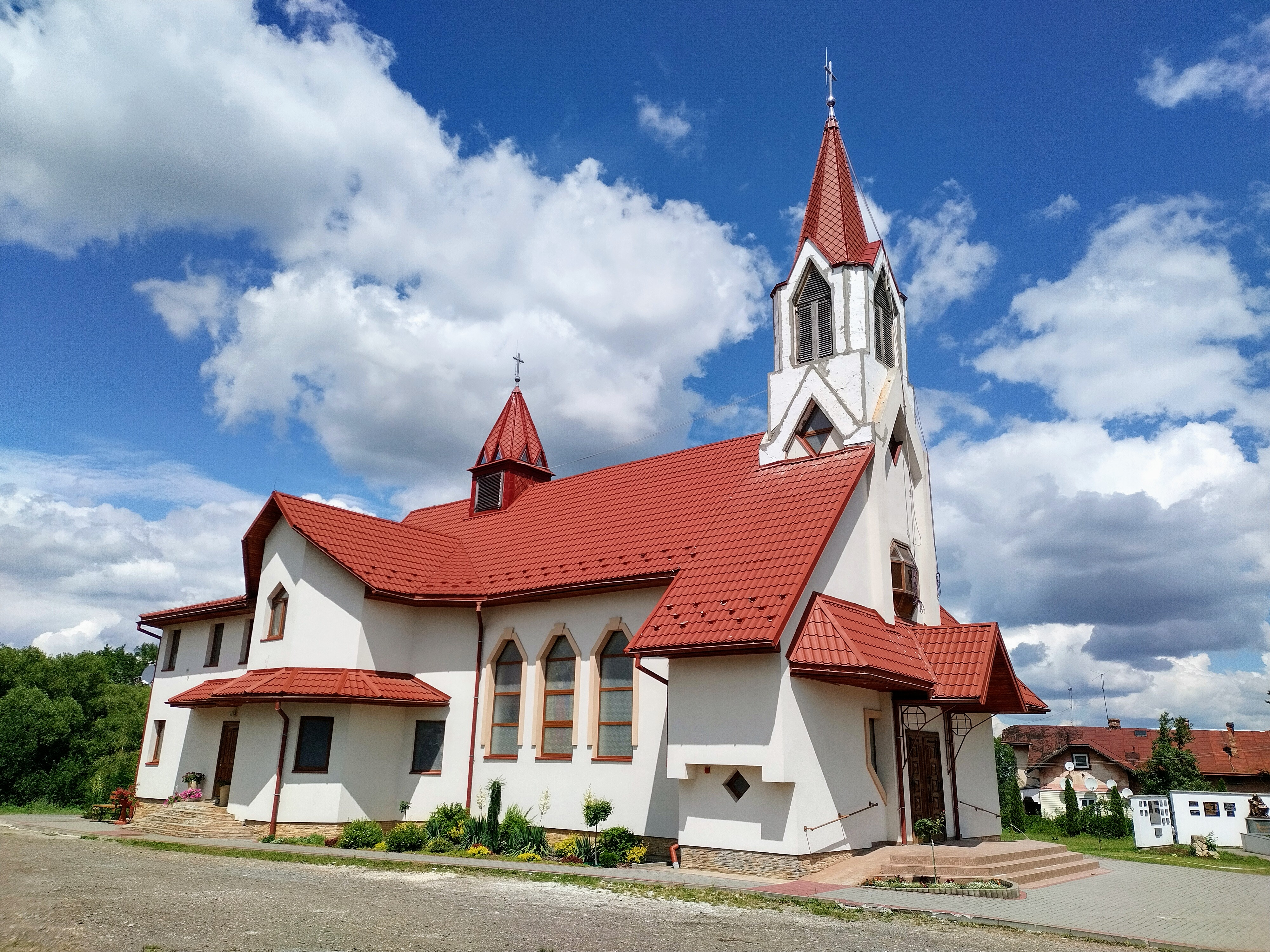
Костел Святої Варвари
  - Церква Покрови Пресвятої Богородиці
  - Церква Святої Анни
  - Церква Усічення голови Івана Хрестителя
  - Церква Святої Праведної Анни
  - Церква Пресвятої Трійці
  - Костел Святої Варвари

## Культура та побут

### Історія
У Львові 1903 року заснована музична школа (з 1907 року — Вищий музичний інститут, з 1939 — державна консерваторія ім. М. В. Лисенка). У 30-х роках діяли дев'ять філій музичного інституту — у Бориславі, Дрогобичі, Стрию, Тернополі, Яворові та інших містах.
У радянські часи культурне життя міста, в основному, було зосереджене:
- у міському Парку культури та відпочинку ім. Ленінського комсомолу (зараз — КП «Бориславський міський парк культури і відпочинку»)
- у міському Палаці культури нафтовиків (зараз — Міський палац культури)
- у кінотеатрі «Каменяр»
- на стадіоні «Нафтовик» (зараз — КП "Спортивно-оздоровчий комплекс «Нафтовик»)

У парку було введено до ладу нові дитячі атракціони, каруселі, збудовано Літній театр, щорічно в останню неділю серпня проводилися Свята Квітів.
На стадіоні проводилися товариські матчі з футболу, змагання зі стрільби з лука «Прикарпатська стріла» (організатором був майстер спорту зі стрільби з лука Тарас Бандера), інші спортивні та культурні заходи.

В'їзд у місто
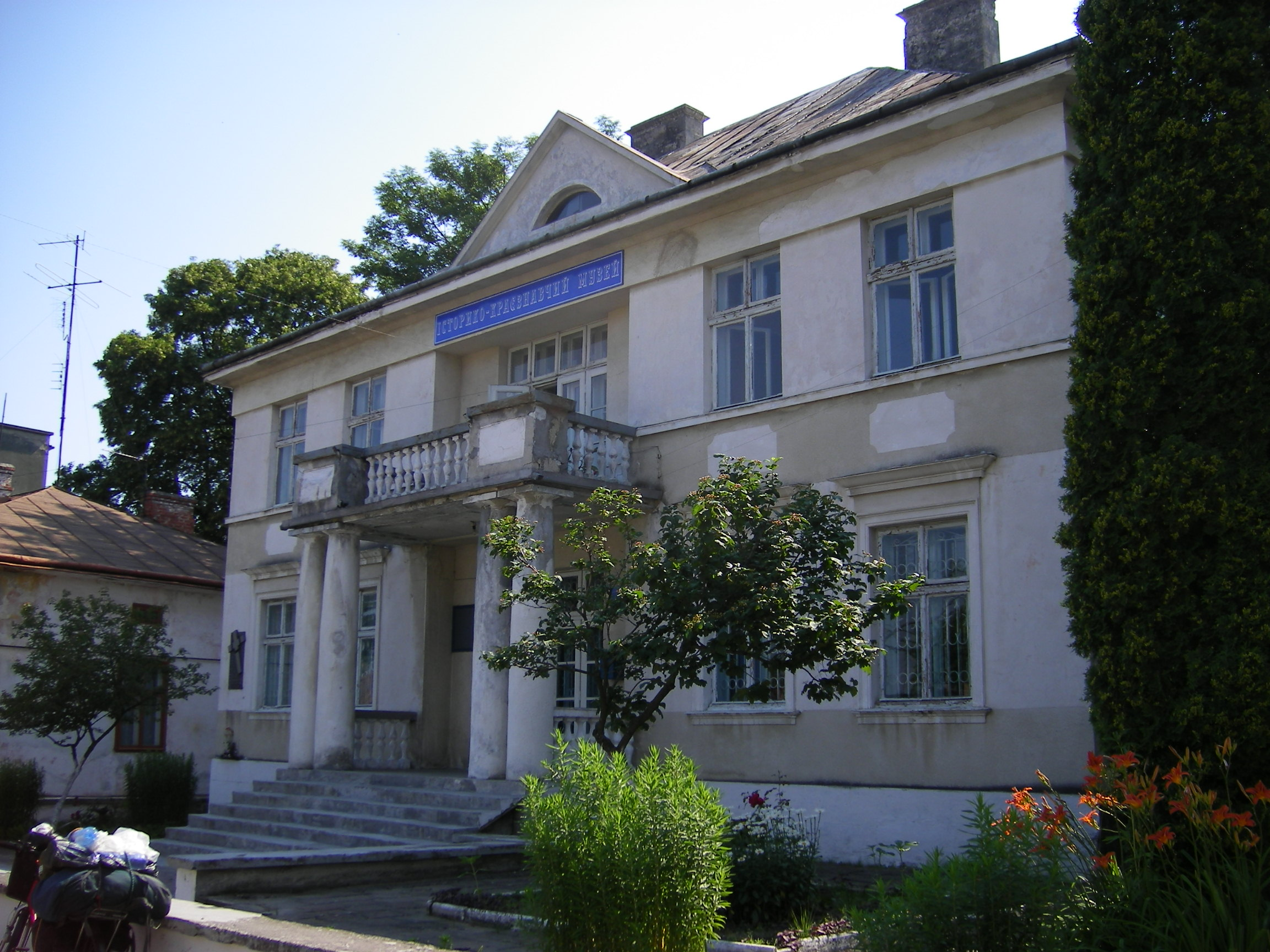
Історико-краєзнавчий музей
Мурал "Борислав"
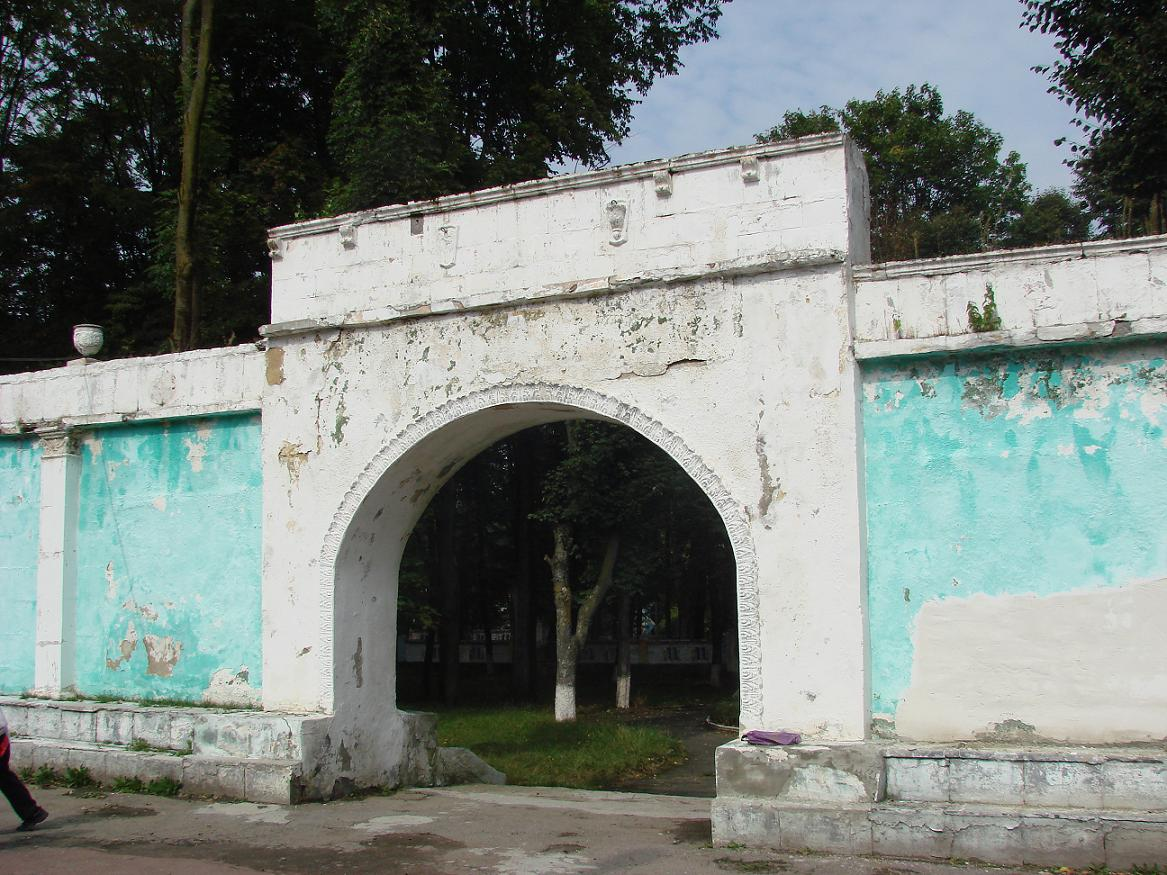
Вхід до центрального парку
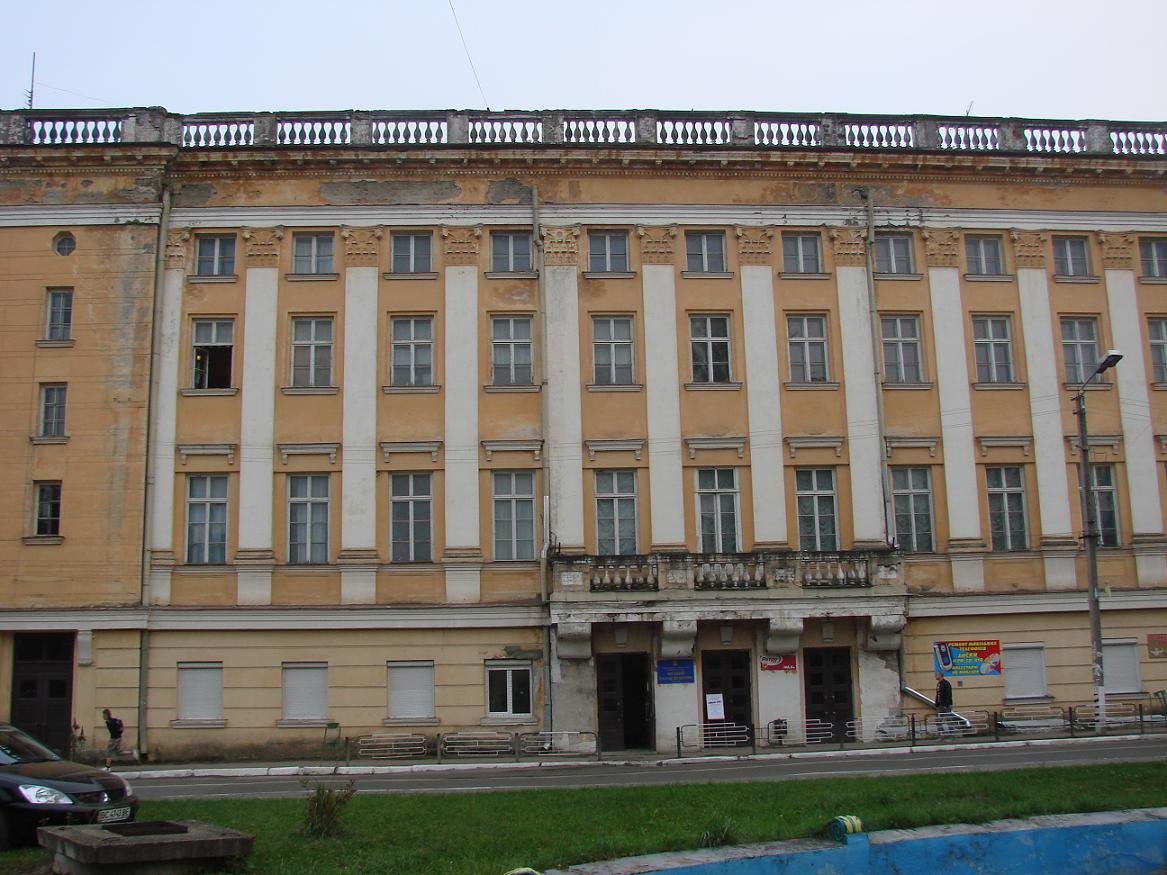
Бориславський міський палац культури (нафтовиків). Збудований ще за Польщі. Нині перебуває у катастрофічному стані.

### Згадка Борислава у сучасній культурі
Іван Франко присвятив свій твір «Борислав сміється» подіям на нафтових промислах Бориславщини.

| «Борислав звісний на цілу Галичину, ба й на цілу Європу, яко копальня нафти і земного воску, — та звісний, певно, лиш з імені. Не знаю, чи приходило й на думку тисячам а тисячам образованих людей, що там рік-річно з'їздять задля інтересів, хоть поглянути на життя тої незлічимої сили „ріпників“, що для них видобувають скарби земні… Довгі літа мав я спосібність придивлятися тій страшенній експлуатації, що, мов зараза, шириться щораз дальше, росте ураз із зростом нужди і недостатку в народі, і мав я спосібність оглядати й немало сумних-сумних наслідків її…» |
| — Іван Франко, у передньому слові до свого славнозвісного Борислав сміється |

Неля Шейко-Медведєва, що вимушено, після вигнання лемків із землі предків, провела дитинство у Бориславі, описує цей час у книзі «Дорóги камéни», використовуючи рідний їй діалект української.

### Сучасність
У місті Бориславі є 9 загально-освітніх шкіл, санаторна школа-інтернат, спецшкола-інтернат, державна гімназія загальноосвітнього профілю, Мала Академія Наук, Бориславський медичний коледж, Бориславський професійний ліцей, 13 дошкільних закладів, дитячий будинок, 5 лікувальних установ, понад 27 аптек.
Діють 12 спортивних залів, 2 стадіони, 1 стрілецький тир «Галицький стрілець» (керівник Гніденко Віталій Петрович), 2 ДЮСШ, 2 футбольні клуби, 2 гірськолижні траси; 4 народні будинки «Просвіта», дитяча школа мистецтв, міський Палац культури, Будинок школяра, 8 бібліотек, кінотеатр, телерадіотранслятор, кабельне телебачення, народний часопис «Нафтовик Борислава», радіоредакція «Слово», 3 друкарні; 21 релігійна громада (16 релігійних споруд).
У 1990 році заснований хор «Лемківська студенка», а 1995 року присвоєно звання Народного. Народний театр при Палаці культури нафтовиків.
Міський історико-краєзнавчий музей. Музей нафтової і газової промисловості України НГВУ «Бориславнафтогаз» ВАТ «Укрнафта» та 5 кімнат-музеїв.
У Бориславі діє 56 громадських спілок, товариств, об'єднань, асоціацій, благодійних фондів та організацій; 27 осередків політичних партій. Працює Бориславське лісництво в складі якого є Заказник місцевого значення «Бориславський».

### Бібліотеки
В Бориславську централізовану бібліотечну систему на базі центральної міської бібліотеки для дорослих входять міські бібліотеки для дорослих та міські бібліотеки для дітей з єдиним книжковим фондом і централізованим господарським керівництвом.
Книжковий фонд Бориславської міської централізованої бібліотечної системи становить близько 183 тис. примірників. Література універсального характеру — українською, російською та іншими іноземними мовами. Україномовних видань в фонді документів налічується до 50 %.
Бібліотеки міста Борислава щорічно обслуговують близько 15 тис. користувачів, у тому числі дітей — 5 тис., юнацтва — 4 тис. Їм видається близько 280 тис. примірників документовидань. Частка україномовних становить 72 %.
До складу централізованої бібліотечної системи входять міська бібліотека для дорослих, міська бібліотека для дітей та 5 бібліотек-філій в різних мікрорайонах міста. Користувачів обслуговують 26 бібліотечних працівників, 14 з яких мають повну вищу освіту і 12 — базову вищу освіту.
В проведенні масових заходів та популяризації літератури бібліотеки централізованої бібліотечної системи тісно співпрацюють з учнівським та педагогічними колективами загальноосвітніх шкіл міста, медичним коледжем, професійним ліцеєм, Будинком дитячої та юнацької творчості, спецшколою інтернатом, державною гімназією, засобами масової інформації, органами місцевої влади, громадсько-політичними організаціями, Почесними громадянами міста.

### Соціальні проблеми
Попри те, що через територію міста протікає кілька десятків потічків та річечок, місто відчуває катастрофічну нестачу питної води у міській мережі. Кілька десятків років вода у місті подавалася за графіком, і час подачі води постійно скорочувався[джерело?].

## Визначні пам'ятки

### Пам'ятки монументального мистецтва
- Пам'ятник Тарасові Шевченку (1940 р. - не зберігся, на заміну виготовлено новий у 1979 р.[24]),
- Пам'ятник Іванові Франку (1958 р.),
- Пам'ятник Адамові Міцкевичу (1898 р.),
- Пам'ятник Степанові Бандері (1998 р.),
- Пам'ятник Йогану Зегу (2021 р.),
- пам'ятний знак «Хрест Свободи» або «Скасування панщини 15 травня 1848 р.» (1998 р.),
- пам'ятна таблиця (07.09.2007 р.) та пам'ятник (09.12.2021 р.)[25] винахіднику гасової лампи та засновнику промислової нафтопереробки Йоганові Зегу.

## Туристичні локації міста

### Музеї міста
- Бориславський історико-краєзнавчий музей.
- Музей нафтової та газової промисловості України.
- Скансен при музеї нафтової та газової промисловості України.
- Аптека-музей Йогана Зега.
- Музей-скансен "Карпатська хата".
- Перша крафтова грибарня «Боровик» проводить екскурсії щовівторка та щочетверга з 10:00 до 15:00 за попереднім записом[26].

### Зоопарки
- Будинок кішок

### Арт-інсталяції

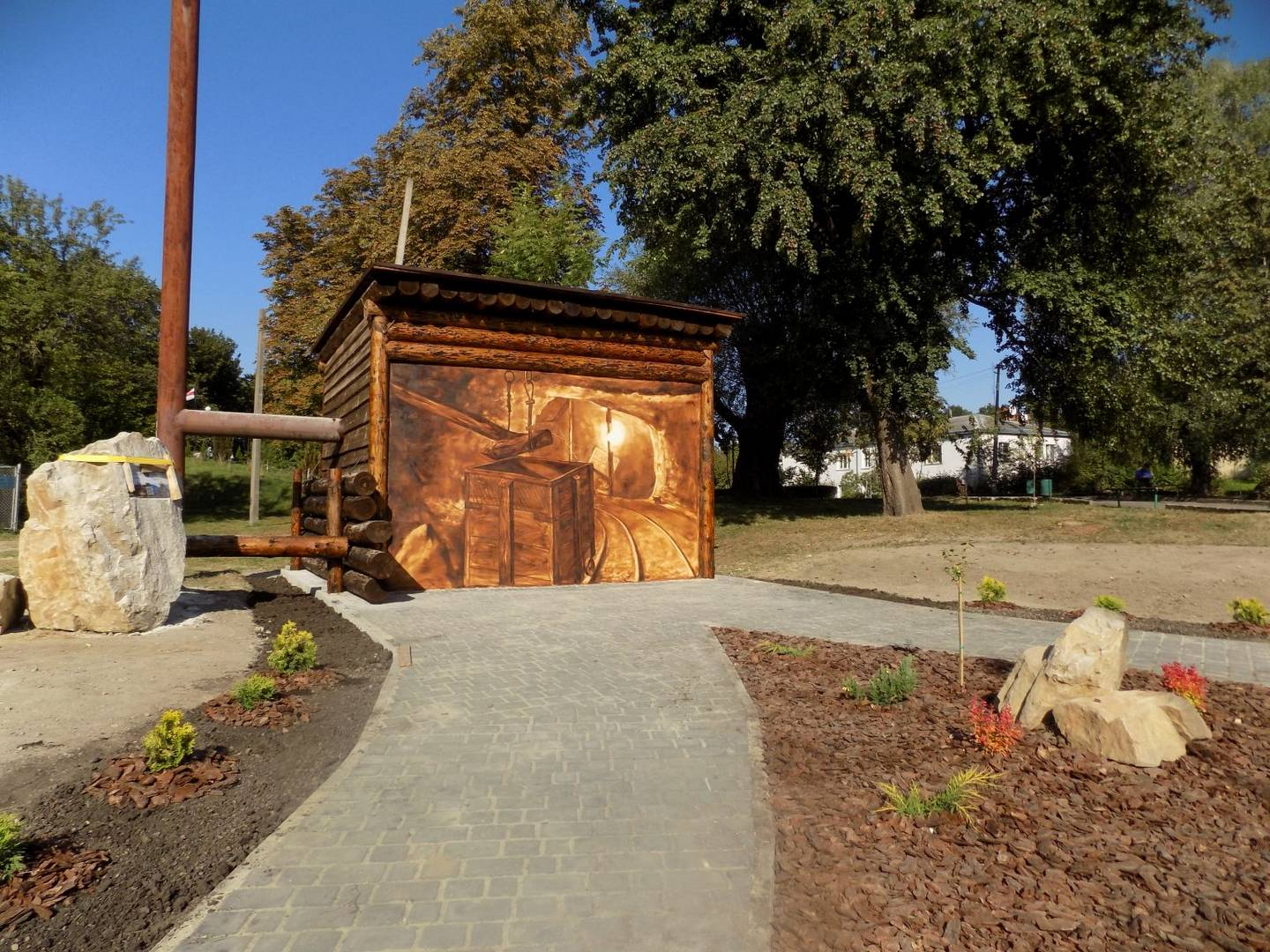

- Вхід до шахти Франца Йосифа -  арт-об'єкт, що складається з муралу, каменів з гірських порід та фігури Франца Йосифа на нафтовому "журвалику" під назвою "Петрович". Присвячений 140-річчю приїзду Франца Йосифа до Борислава на відкриття однойменної озокеритової шахти. Використовується як селфі-локація.[27]
- Нафтова вежа "Чорне золото"

## Органи влади Борислава
Місто очолювали:
- 1-і секретарі Бориславського міського комітету КП(б)У-КПУ:
  - 11.1939—1940 — Бабело А.С.,
  - 01.1941—06.1941 — Андрієнко Панас Панасович,
  - 1944—1948 — Даниленко Іван Петрович,
  - 1948—1950 — Боярчук Василь Олексійович,
  - 09.1950—04.1953 — Бороздін Василь Іванович,
  - 04.1953—02.1956 — Богомазов Андрій Васильович,
  - 02.1956—12.1958 — Закрой Георгій Гаврилович,
  - 12.1958—1963 — Дмитрук Василь Михайлович,
  - 1964—12.1965 — Мовін Микола Андрійович,
  - 12.1965—11.1975 — Мацьків Ярослав Степанович,
  - 11.1975—07.1977 — Кицун В.П.,
  - 07.1977—08.1983 — Губаренко Вікторія Костянтинівна,
  - 08.1983—1990 — Старун Олена Дмитрівна,
  - 1990—1991 — Скориков Євген Сергійович.

- Головами міськвиконкому обиралися:
  - 09.1939—11.1939 — Марсін Олександр Федорович,
  - 1940—06.1941 — Ткаченко Микола Якович,
  - 1945—1946 — Шаповалов,
  - 1946—1947 — Кайданов Микола Васильович,
  - 1947—1950 — Козолович Ілля Іванович,
  - 1953—1955 — Чапля Михайло Михайлович,
  - 1955—1958 — Грех Віктор Дем'янович,
  - 1960—1968 — Косован (Козинець) Олександра Прокопівна,
  - 1971—1983 — Хомишина Анастасія Пилипівна.

У часи незалежної України містом керували голови міської ради
- 1990—1994 — Копись Володимир Васильович
- Міські голови:
  - 04.1998—04.2002 —Удовенко Іван Васильович,
  - 04.2002—04.2006 — Тустановський Микола Миронович,
  - 04.2006—04.2010 — Іваницький Олег Євгенович,
  - 04.2010—11.2010 — в. о. Чабан Василь (секретар міськради),
  - 11.2010—03.2015 — Фірман Володимир Стахович,
  - 03.2015—11.2015 — в. о. Яворський Ігор Романович (секретар міськради),
  - 11.2015—   Яворський Ігор Романович

## Міста-побратими
- Валбжих, Польща[28][29]
- Ґміна Дидня, Польща[28]
- Ґміна Єжове, Польща[28]
- Ґміна Заршин, Польща[28]
- Звягель, Україна (26 липня 2021)[28][30]
- Ломжа, Польща[28]
- Охтирка, Україна (25 березня 2025)[28][31]
- Старогард-Ґданський, Польща (2022)[28]

## Відомі люди

### Народилися
- Володимир Авраменко  — український спортсмен (футбол), тренер, педагог.
- Вакаренко Андрій Андрійович (2002—2023) — солдат Збройних сил України, учасник російсько-української війни.
- Віра Вовк (справжнє ім'я — Віра Селянська) (1926 — 2022) — українська письменниця, літературознавець і перекладачка з Бразилії.
- Віталій Глюз (26.07.1988—10.11.2015) — військовослужбовець дивізіону реактивної артилерії 128-ї окремої гірсько-піхотної бригади, загинув в зоні АТО.
- Владислав Негребецький (14 червня 1923, Борислав — 28 грудня 1978) — польський кіно- і театральний режисер, сценарист, автор коміксів, творець мультфільмів, дизайнер, ініціатор і головний консультант польського мультсеріалу Болек і Лолек, співавтор художньої творчості Болека та Лолек, один із піонерів польської анімації.
- Олег Гричак — український футболіст.
- Артур Гулик (1983—2014) — український військовик, солдат Національної гвардії України, загиблий під час штурму блокпосту під Слов'янськом.
- Роман Дашкевич (1892 — 1975) — український політичний і військовий діяч, генерал-хорунжий армії УНР, правник.
- Михайло Драган (1899) — 1952) — український мистецтвознавець.
- Роман Драган (1907 — 1998) — український філософ, дослідник «Велесової книги».
- Квітневий (Іванців) Роман Семенович (* 1960) — український письменник.
- Андрій Корчак (1964 — 2014) — загиблий учасник Євромайдану (Небесна сотня).
- Юзеф Ліпман (*1931) — польський хімік єврейського походження, професор Вроцлавського технічного університету, пережив Голокост.
- Андрій Луців (1978—2017) — український військовик, вояк УДА, учасник російсько української війни[32].
- Юліан Магур — український військовик, діяч ОУНз, зв'язковий УПА із закордонням, розкритий, навколо нього довго велася шпигунська гра.
- Юліан Юрій Максимчук — український військовик, старшина УГА, видатний діяч українського філателістичного руху в діаспорі, автор відомих каталогів українських державних і недержавних марок, посадник міста Борислава.
- Володимир Михалевич — інженер-нафтовик, раціоналізатор, автор ряду наукових і публіцистичних статей, популяризатор історії нафто-газовидобутку м. Борислава.
- Степан Ніклевич (1912 —1941) — організаційний референт Крайової Екзекутиви ОУН ЗУЗ.
- Петро Олар — український паверліфтер, майстер спорту України міжнародного класу (2017), чемпіон Європи з пауерліфтингу серед ветеранів, багаторазовий чемпіон та призер всеукраїнських змагань з паверліфтингу.
- Майкл Собелл — був британським бізнесменом, великим філантропом і видатним власником/заводчиком чистокровних скакових коней.
- Кость Павляк (1964) — український поет, композитор і виконавець (бард), дипломант 1-го фестивалю «Червона Рута» (1989).
- Євген Титикайло (1937 — 2012) — український поет.
- Ганна Харів (1941) — українська поетеса, Заслужена журналістка України.
- Сергій Шевчук (1982 — 2014) — український військовик, старший лейтенант, загинув у бою під Макіївкою на Донеччині під час війни на сході України.
- Іван Шаран — український актор театру, кіно та телебачення, найбільш відомий за роллю Богдана у стрічці «Шляхетні волоцюги».
- Ольга Ястремська (Лепка, до шлюбу Іванчук; 1906, с. Мразниця)) — концертова співачка мецо-сопрано.
- Здзіслав Жигульський  — польський історик мистецтва, теоретик мистецтва, професор гуманітарних наук.
- Шевчук Галина (1988) — українська співачка (лірико-драматичне сопрано).
- Якоб Ердхайм (1874—1937) — відомий лікар-патологоанатом. Знайшов хворобу Ердхайма.
- Роман Банський (Кабацький * 1960) - український письменник, лауреат літературної премії імені Стефана Коваліва.

### Мешкали, працювали, навчались
- Андрієнко Панас Панасович (*1907 — 1942) — 1-й секретар Бориславського міськкому КП(б)У у 1941 році.
- Байдовський Сергій Романович (*1990 — †2014) — загиблий учасник Євромайдану (Небесна сотня), працював інспектором з безпеки лінійної частини магістральних нафтопроводів «Дружба» у м. Бориславі на вул. Т. Шевченка, 224.
- Бандера Тарас (*1929 — †2016) — спортсмен, спортивний діяч, лучник.
- Бертольд Байтц (26 вересня 1913 — 30 липня 2013) — один з найвпливовіших промисловців повоєнної Німеччини, багаторічний керівник концерну ThyssenKrupp. За порятунок євреїв на Львівщині (Борислав) у часи війни визнаний «Праведником народів світу».
- Бодак Ярослав Антонович (*1934 — †2016) — український музикознавець, етномузиколог, педагог, фольклорист.
- Бродяк Степан Миколайовович (*1985 — †2014) — військовослужбовець, у серпні 2014 р. мобілізований у 80-ту аеромобільну бригаду, загинув у бою на Донеччині під час війни на сході України.
- Вележинський Мар'ян (* 17 лютого 1879 , Заставна — 9 квітня 1945 , Львів ) — польський інженер-хімік.
- Іваницький Олег Євгенович (*1946 — †2010) — бориславський міський голова 2006—2010.
- Гнатюк Іван (*1929 — †2005) — поет.
- Гомулка Владислав —робітничий діяч, котрий був у 1956—1970 роках першим секретарем ЦК ПОРП — правлячої тоді партії Польщі.
- Гутковський Клим — сотник УСС.
- Дзіндзьо Михайло (*1925 — †1993) — український журналіст, народний поет, збирач лемківського фольклору, у Бориславі жив з 1950-х років, закінчив там школу і працював там до своєї смерті.
- Длугош Владислав -  (нар . 24 липня 1864 у Кракові , пом . 24 червня 1937 там само  ) — член Австрійської державної ради , міністр у справах Галичини та багаторічний президент Крайового нафтового товариства, гірничої промисловості, торгівлі та фінансів у 1920 році.
- Роберт Домс-старший (*1816 — †1893) — львівський підприємець німецького походження, громадський діяч і філантроп, засновник і власник нафтових і озокеритних копалень у Бориславі. 1853 — розпочав у Бориславі промисловий видобуток озокериту, 1861 — перша бурова вежа для ручного ударного буріння нафтових свердловин в Бориславі.
- Драган Ганна Костянтинівна (*1903 — †1986,) — народна українська лемківська співачка, у Бориславі жила з 1950-х років, там же й померла.
- Зег Ян (*1817 —†1897) — піонер промислової нафтопереробки в Україні (Галичині) та світі, винахідник гасової лампи, у Бориславі був першим у місті аптекарем із березня 1876 року.
- Ковалів Стефан (*1848 —†1920) — відомий український письменник.
- Лепкий Богдан — видатний український письменник.
- Лепкий Левко — український поет і діяч УСС.
- Нижник Ігор Йосипович (*1935 — †2013 поет, письменник та громадський діяч.
- Озаркевич Іван — фотограф УСС.
- Сапрун Северин — засновник музичного інституту в Бориславі.
- Сеник Ірина (*1926 — †2009) — відома українська поетеса, членкиня ОУН та УГГ.
- Сінкевич Іван Хризостом (1815 — †1889) — пропаґатор хорового співу в Галичині й на Буковині, завідувач Тустановицької парохії [Архівовано 4 березня 2016 у Wayback Machine.].
- Сом Микола — голова Конгресу Української інтелігенції м. Києва та Київської області, заслужений діяч мистецтв України, лаурет багатьох престижних премій, кореспондент «Нафтовика Борислава» у 1957–1958 роках.
- Толвінський Костянтин (*1876 — †1961) — польський геолог, у Бориславі досліджував геологічну будову Східних Карпат у 1919–1939 роках.
- Тадеуш Хлаповський — нафтовий промисловець, бургомістр Борислава.
- Франко Іван — український письменник.
- Шевчук Святослав — архієпископ, глава Української Греко-католицької церкви.
- Янів Трифон (*1888 — †1920) — український військовий діяч, генерал-хорунжий Армії УНР.
- Роман Тарнавський (* 1956) - український краєзнавець, лауреат літературних премій імені Юрія Дрогобича та Стефана Коваліва.￼

### Працюють
- Дзяма Галина Степанівна — українська мисткиня, майстриня народної вишивки. Членкиня НСМНМУ.

## Галерея

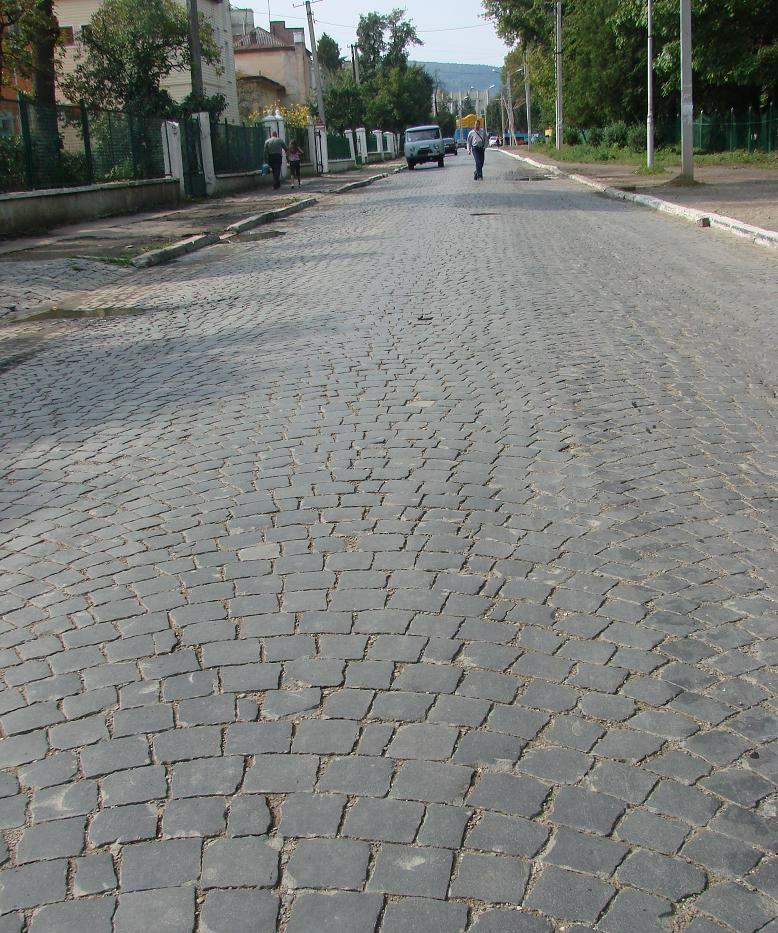
Вид на вулицю Карпатська Брама
Пам'ятник Іванові Франкові
Пам'ятник Степанові Бандері
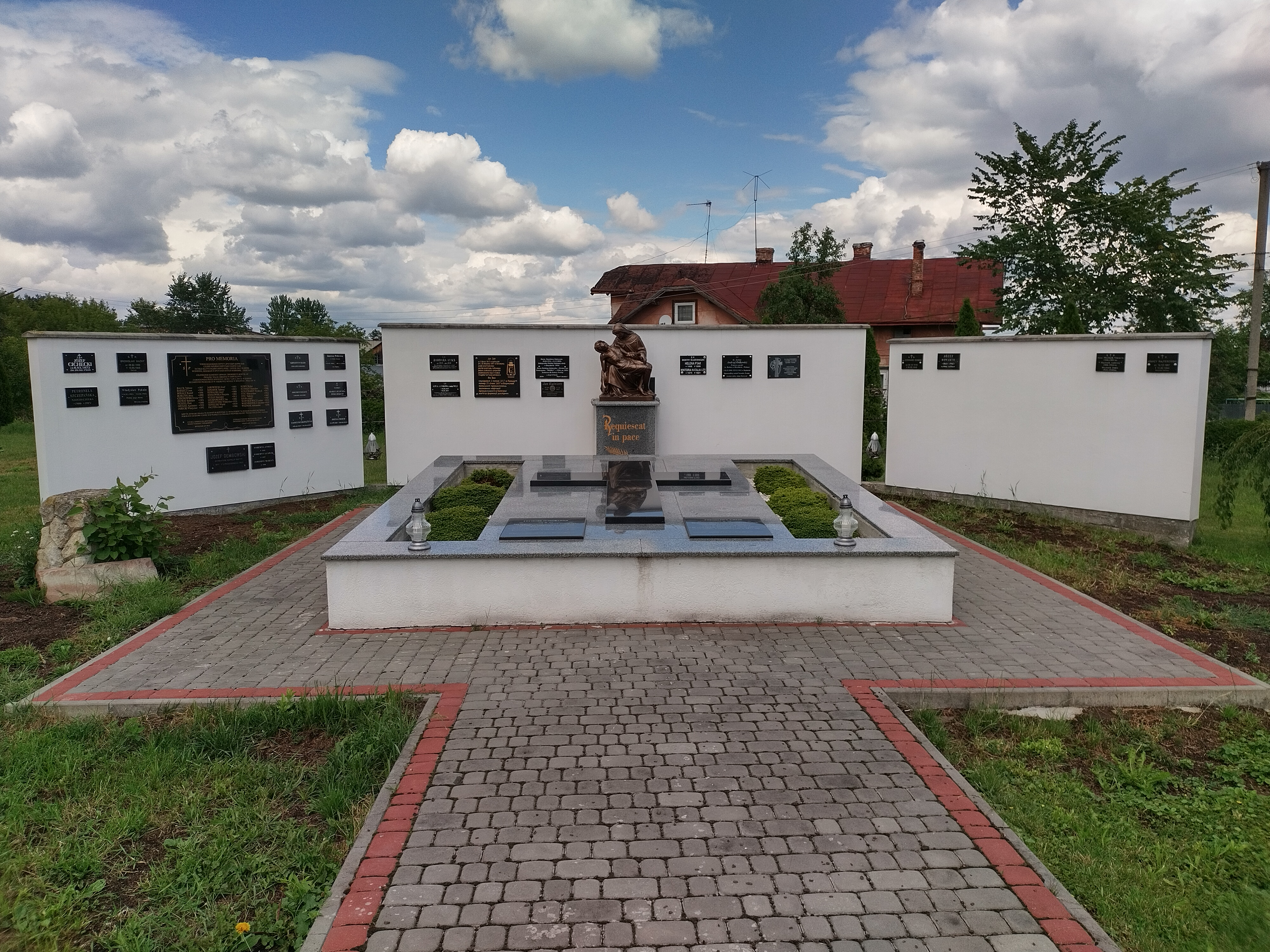
Пам'ятник на місці зруйнованого гірничого римо-католицького кладовища
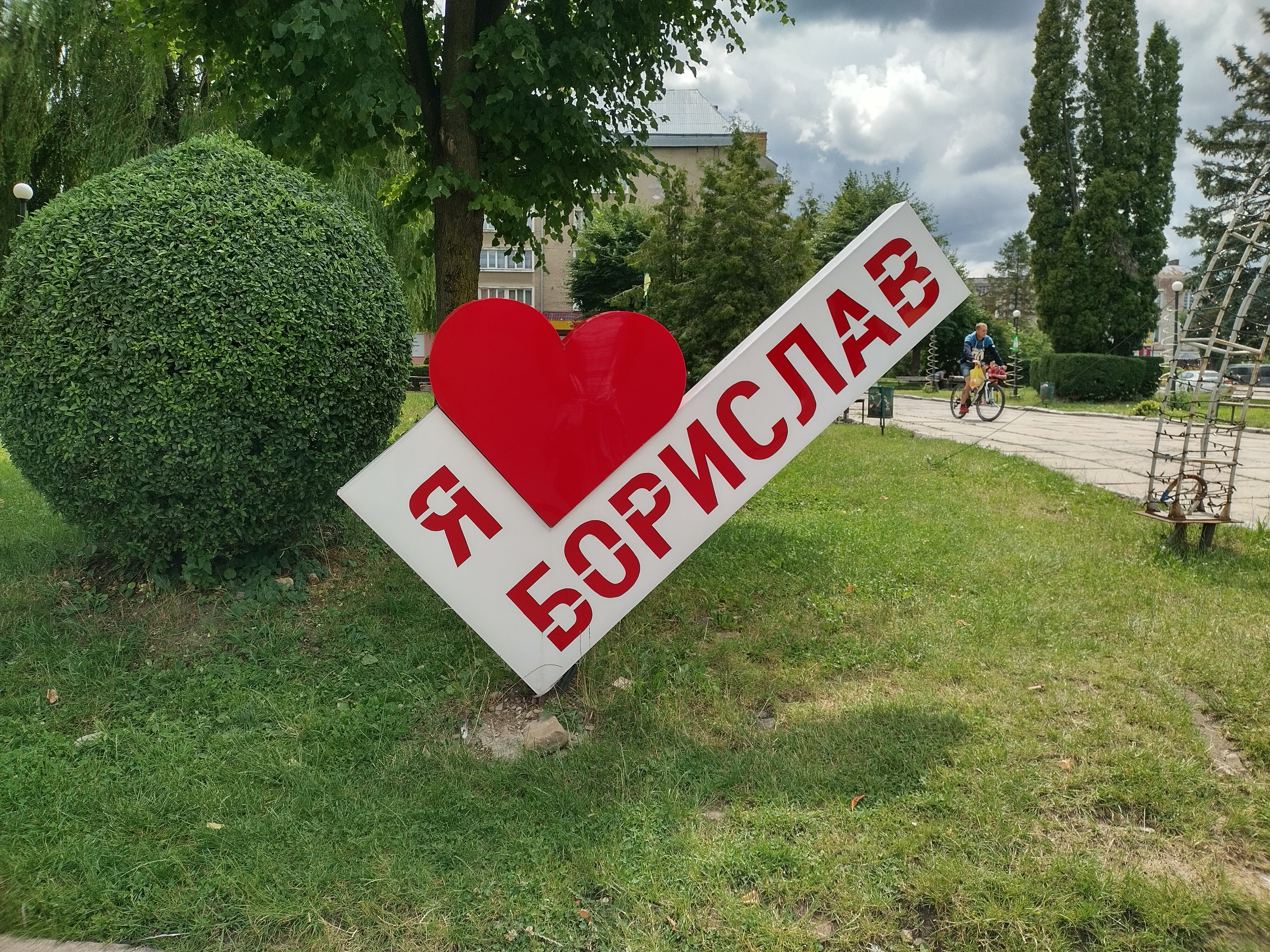
Арт-об'єкт "Я кохаю Борислав"
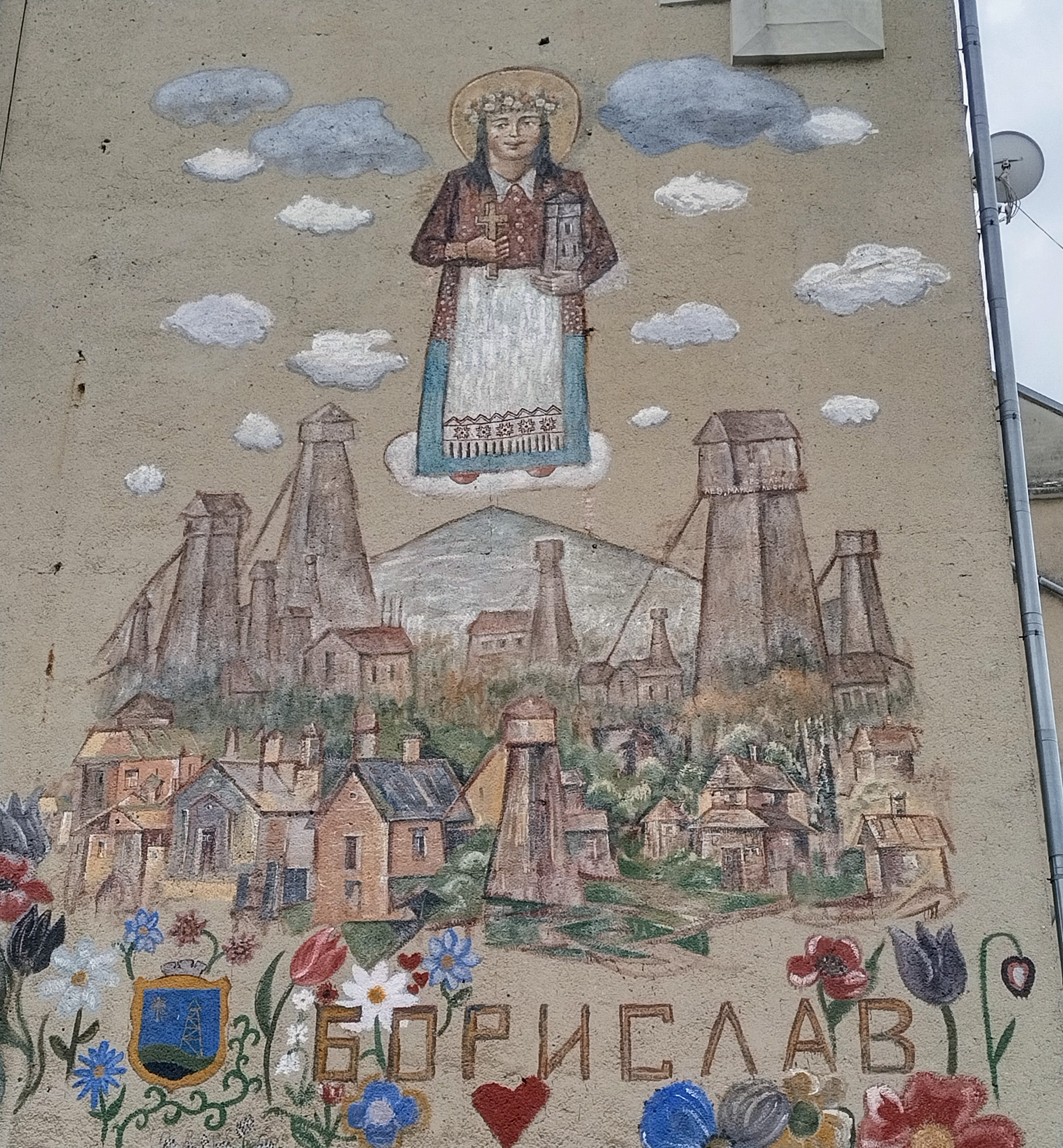
Мурал на житловому будинку в центрі міста
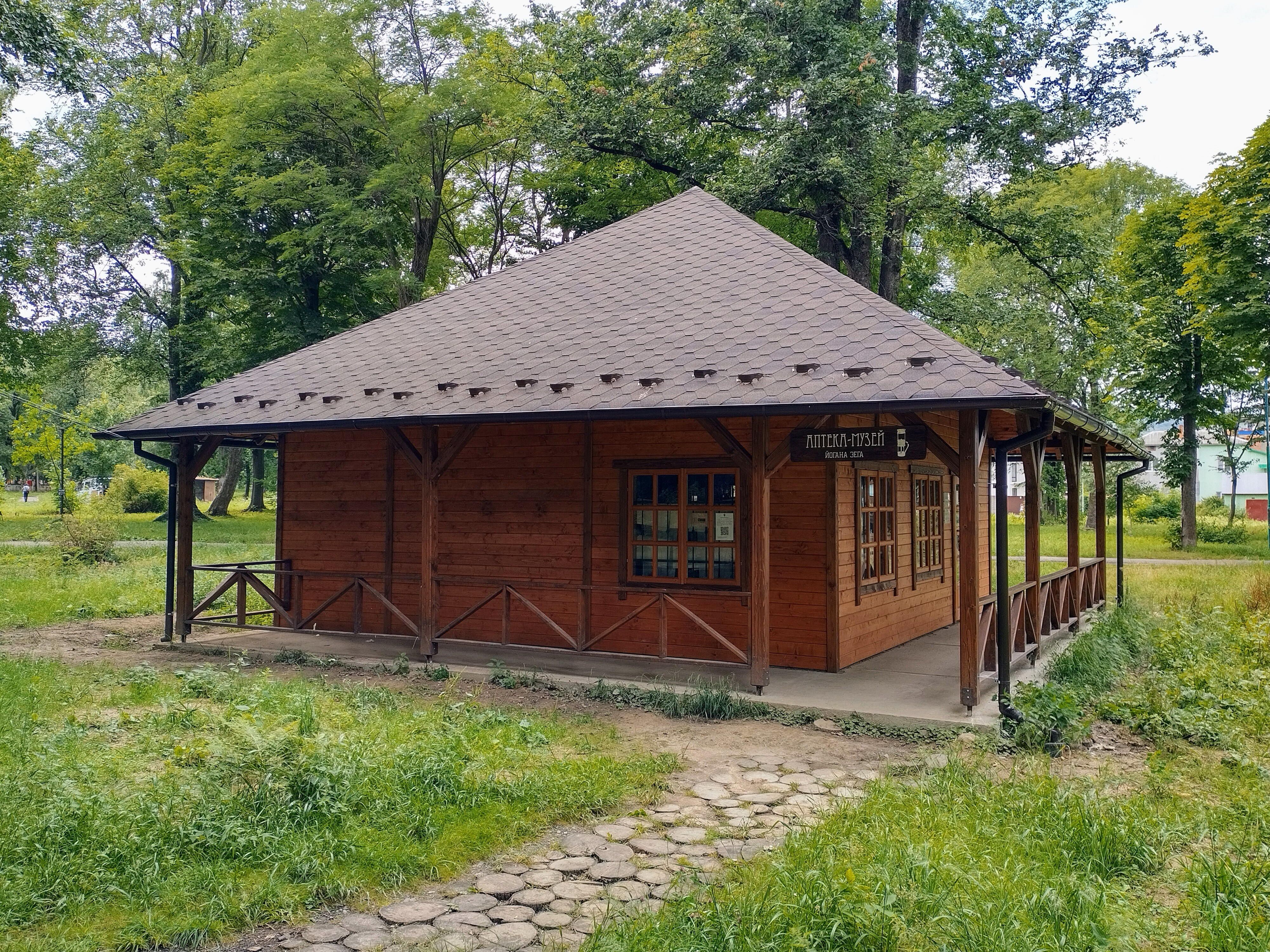
Аптека-музей Йогана Зега в міському парку